# Edward Schreyer

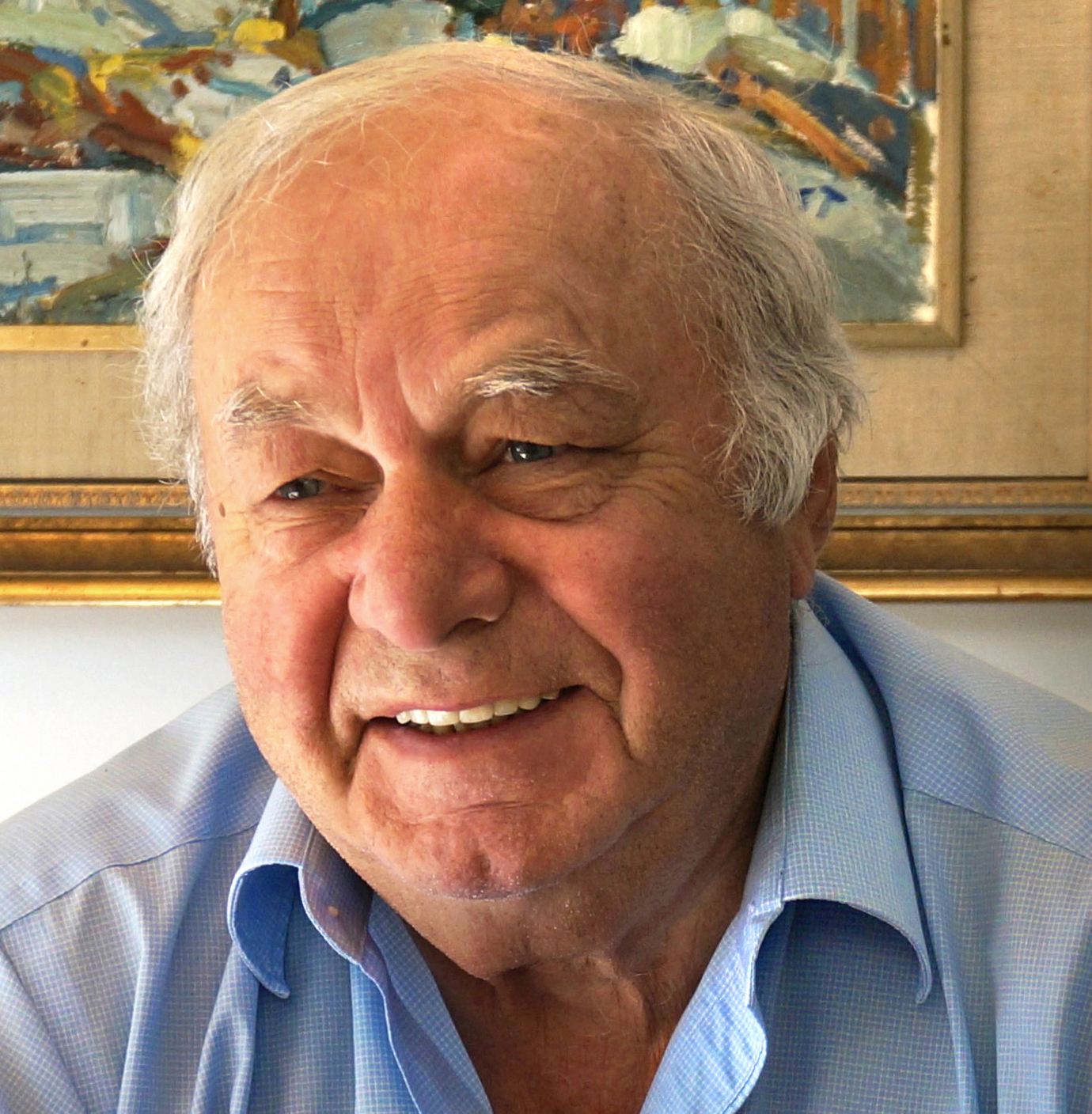
Edward Schreyer (2015)

Edward Richard Schreyer, PC, CC, OM (* 21. Dezember 1935 in Beausejour, Manitoba) ist ein kanadischer Politiker und Mitglied der Neuen Demokratischen Partei Kanadas. Politische Bekanntheit erlangte er vor allem als Premierminister der Provinz Manitoba (1969–1977) und als Generalgouverneur von Kanada (1979–1984). Schreyer ist Inhaber zahlreicher Titel und Ehrungen, darunter Queen’s Privy Council for Canada, Order of Military Merit, Canadian Forces Decoration oder Doctor of Laws.

## Leben
Nach dem Besuch der Schule studierte Schreyer am United College, St. John’s College und an der University of Manitoba. Seine Studien schloss er mit einem Bachelor of Pedagogy (1959), Bachelor of Education (1962), einem Master of Arts in International Relations und einem weiteren Master of Arts in Economics (1963) ab. Zwischen 1962 und 1965 arbeitete er als Professor für Internationale Beziehungen an der Universität von Manitoba. Schreyer ist Ehrenmitglied des Royal Military College of Canada Club, H14513.
Am 30. Juni 1960 heiratete Schreyer Lily Schulz. Aus der Ehe gingen vier Kinder hervor: die beiden Töchter Lisa und Karmel und die beiden Söhne Jason und Tobin.

## Politischer Werdegang
Bei den Provinzwahlen von 1958 wurde Schreyer als Mitglied der Legislativversammlung von Manitoba gewählt, in der er den Wahlkreis Brokenhead repräsentierte. Diese Position hatte er bis zum Jahr 1965 inne, als er erfolgreich für das kanadische Unterhaus kandidierte. Bereits vier Jahre später wandte sich Schreyer wieder der Politik auf Provinzebene zu und wurde am 8. Juni 1969 zum Führer der New Democratic Party of Manitoba gewählt, die er zu einem wegweisenden Sieg bei den Provinzwahlen 1969 führte. In den folgenden acht Jahren war Schreyer Premierminister der Provinz Manitoba.
Dabei unterschied sich Schreyer auf vielfältige Weise von seinen Vorgängern: Mit seiner ländlichen Herkunft war er in der Lage, die Unterstützung zahlreicher Wähler der so genannten Mitte zu gewinnen, die sich vorher nicht mit der Neuen Demokratischen Partei zu identifizieren vermochten. Als Katholik deutsch-österreichischer Abstammung (seine Großeltern stammten aus dem von Deutschen besiedelten Gebiet Galizien, der heutigen Westukraine) war Schreyer der erste Führer seiner Partei ohne angelsächsischen und protestantischen Hintergrund.
Unter Schreyers Regierung erfolgten in der ersten Amtszeit bis 1973 mehrere wichtige Veränderungen. So verschmolz er die Stadt Winnipeg mit ihrem Umland, führte die öffentliche Kfz-Versicherung ein oder reduzierte die Krankenversicherungsbeiträge deutlich. Die zweite Amtszeit bis 1977 verlief weniger spektakulär. Bei den Wahlen 1977 wurde Schreyers Regierung von der Konservativen Fortschrittspartei abgelöst.

## Generalgouverneur
Schreyer wurde im Jahr 1979 von Kanadas damaligem Premierminister Pierre Trudeau zum Generalgouverneur berufen und bezog die Rideau Hall in Ottawa (den Amtssitz des Generalgouverneurs). Er war der erste aus Manitoba stammende Generalgouverneur und mit einem Alter von nur 43 Jahren der jüngste Generalgouverneur seit Lord Landsdowne (1883, 38 Jahre alt). 1979 wurden Schreyer und seine Frau Lily mit der Order of Canada, der höchsten zivilen Ehrung des Landes, ausgezeichnet.
Als Generalgouverneur setzte Schreyer Frauenrechte, Umweltfragen und die offizielle Zweisprachigkeit des Landes auf die Agenda.